# Свершковцы (Хмельницкая область)
Свершковцы (укр. Свіршківці) — село в Чемеровецком районе Хмельницкой области Украины.
Население по переписи 2001 года составляло 1284 человека. Почтовый индекс — 31621. Телефонный код — 3859. Занимает площадь 2,781 км². Код КОАТУУ — 6825287001.

## Местный совет
31620, Хмельницкая обл., Чемеровецкий р-н, с. Свершковцы, ул. Ленина, 4